# 2007年中国大陆矿难列表
本条目旨在列举发生在2007年中国大陆的较重大矿难。据中国大陆官方统计，2007年中国大陆煤矿矿难共造成3786人死亡。

## 1月
- 1月4日23时左右，河南省登封市送表矿区一矿井发生瓦斯爆炸，造成8人死亡。[2]
- 1月9日19时许，辽宁省本溪满族自治县田师傅镇崔井柱煤矿和高嗣海煤矿发生透水事故，共造成7名矿工被困井下。经过11天的营救，由于事发煤矿井下水量过大、继续排水存在极大困难和危险、被困矿工不可能存活等原因，救援组被迫放弃救援。[3]
- 1月10日20时，湖南省耒阳市大市乡陆伟煤矿发生一起导致4人死亡的瓦斯窒息事故。[4]
- 1月11日上午，湖南省宜章县骑田林场斋婆冲煤矿发生冒顶事故导致4人死亡。[4]
- 1月12日14时左右，山西省忻州市宁武县化北屯乡牛心会煤矿发生瓦斯爆炸，死亡13人。[5]
- 1月17日零时左右，内蒙古包头市超越矿业有限公司壕赖沟铁矿发生透水事故，29名矿工遇难。[6]
- 1月18日8时30分，内蒙古自治区呼伦贝尔市莫力达瓦达斡尔族自治旗巴彦奎勒河办事处109煤矿发生局部冒顶事故，4名矿工被埋，2名矿工获救，另外2名矿工遇难。[7]
- 1月19日8时许，辽宁省灯塔市铧子镇夕阳红煤矿发生井下火灾事故，4人死亡，3人被困井下。由于被困矿工已不具备生还可能，加上井下条件恶劣，救援人员于21日对事发矿井作封闭处理。[8]
- 1月28日零时20分，贵州省盘县水塘镇迤勒煤矿发生特大瓦斯爆炸，16名矿工遇难。[9]

## 2月
- 2月2日7时40分左右，河南省渑池县天池镇坡头村的兴安煤矿发生失火事故，起先当地政府公布7名矿工遇难。[10]2月10日，河南省煤矿安全监察局局长证实，兴安煤矿相关责任人故意隐瞒事故死亡人数17人，涉嫌触犯刑律，矿主、生产矿长等5名责任人已经被公安机关依法刑事拘留，并报检察机关批捕。渑池县主管安全生产的副县长，天池镇党委书记、镇长，县煤炭局长对隐瞒事故人数有失职、失察之责，均被撤职。[11]

## 3月
- 3月18日18时30分，山西省晋城市城区西上庄办事处苗匠煤矿發生瓦斯爆炸，21名矿工全部遇难。[12]
- 3月27日2时38分，贵州省水城矿业（集团）公司汪家寨煤矿发生煤与瓦斯突出事故，造成10人死亡。[13]
- 3月28日11时30分左右，山西省临汾市尧都区一平垣乡余家岭煤矿发生瓦斯爆炸事故，造成26名矿工遇难[14][15]。

中国官方数据显示，3月份全国共发生煤矿事故99起，造成297人死亡或失踪，比2月上升了超过1.5倍。（页面存档备份，存于）

## 4月
- 4月1日8时许，內蒙古呼倫貝爾市莫力達瓦達斡爾族自治旗聖火煤礦發生瓦斯爆炸事故，造成六人死亡、三人受傷。 [16]
- 4月1日23时26分，四川省芙蓉集团白皎煤矿发生煤与瓦斯突出事故，造成4人死亡、9人受伤。[13]
- 4月6日23时05分，甘肃窑街煤电公司金河煤业公司16203运输顺槽掘进工作面发生煤与瓦斯突出事故，造成9名矿工死亡。[17]
- 4月16日6时许，内蒙古自治区巴彦淖尔市乌拉特前旗大佘太镇拴马桩沟的一个非法小煤矿发生塌方事故，4名矿工被困井下。经过11天的抢险救援，考虑到被困矿工已无生还可能，救援指挥部决定放弃救援。[18]
- 4月16日15时40分，湖南省攸县长城煤矿一暗斜井透水，9人遇难身亡。[19]
- 4月16日19时40分，河南省平顶山市宝丰县周庄镇王庄煤矿发生爆炸，造成33名矿工被困井下。[20]4月17日，由于井下火势失控，救援人员决定封井灭火，这意味着被困矿工基本没有生还的可能。[21]
- 4月19日2时23分，河北省峰峰集团大淑村煤矿172205掘进工作面发生煤与瓦斯突出事故，造成17名矿工遇难。[22]
- 4月19日晚，重慶市彭水苗族土家族自治縣杉木溝煤礦發生坍塌事故，八名被困工人获救。[23]
- 4月20日12时25分，河北金能邯矿集团陶二煤矿2211综掘工作面发生煤与瓦斯突出事故，被困井下的11名矿工全部遇难。[24]

## 5月
- 5月5日13时50分左右，山西省临汾市蒲县蒲邓煤矿发生瓦斯爆炸，造成28名矿工遇难，还有两人下落不明。[25]

## 7月
- 7月29日8时40分左右，河南省陕县支建煤矿东风井因地面洪水渗入井下，导致水平巷道被淹，69人被困井下。8月1日，被困矿工全部获救。[26]

## 8月
- 8月17日14时30分，山东华源矿业公司发生溃水淹井事故，共有172名矿工被困井下（附近另有煤矿被淹，9人被困）。[27]9月7日，事故抢险救援指挥部生命科学专家组分析，被困矿工已无生还可能[28]。后经抢救无效，181名矿工全部死亡[29]（详见：山东华源矿难）。
- 8月31日8时50分左右，河南省平顶山市宝丰县大营镇顺利煤矿井下发生爆炸事故，有12人下落不明。[30]

## 9月
- 9月5日13时20分左右，山西省大同煤矿集团轩岗煤电公司刘家梁矿发生一起顶板塌落事故，7名矿工被困。[31]
- 9月19日23时左右，山西省左云县胡泉沟煤矿井下发生火灾事故，造成3人死亡，另有15人被困。[32]

## 11月
- 11月8日下午，貴州省納雍縣群力煤礦發生瓦斯外洩事故，目前已知有32名礦工喪生，另有3人失蹤。據新華社報導，群力煤礦是8日下午2時10分發生災變，當時有86名礦工在坑道中工作，其中52人獲救出坑，34人受困。救難人員說，獲救的52人中有一人在接受急救後不治，另有七人受傷

## 12月
- 12月5日，山西省临汾市洪洞县左木乡红光村瑞之源煤业有限公司新窑煤矿发生一起爆炸事故。造成104人遇难，15人受伤。市长李天太因为此案被撤职，临汾市实际上的最高领导王国正未承担任何责任。（详见2007年山西新窑矿难）